# フリアナ・マニュエル
フリアナ・マニュエル（Huriana Manuel、1986年8月8日 - ）は、ニュージーランドの女子ラグビー選手。

## プロフィール
- ニュージーランド・オークランド出身[1]。
- ポジションはセンター(CTB)。
- 身長 160cm、体重 65kg
- ワールドカップ2006・2010・2014のニュージーランド代表に選ばれた[2]。
- 7人制女子ニュージーランド代表の主将を務めたことがある[3]。

## 略歴
2016年、リオ五輪の7人制女子ニュージーランド代表に選ばれて銀メダルを獲得。